# Каена: Пророчество
«Кае́на: Проро́чество» (англ. Kaena: The Prophecy, также известен как фр. Kaena: La prophétie) — франко-канадский компьютерный анимационный фильм 2003 года. Первый европейский компьютерно анимированный проект. Название фильма несколько раз менялось: вначале — «Аксис» («Эксиз»), затем — «Каена», в итоге — «Каена: Пророчество». Компании-производители — Studio Canal, TVA International. Начало съемок — 1999 (Париж). Бюджет — 27 миллионов долларов. По мотивам фильма создана компьютерная игра.

## Сюжет
Фильм начинается с того, что инопланетный корабль-ковчег терпит крушение на пустынной планете. Немногих выживших (известных как векариане (англ. Vecarians)), быстро убивают хищные обитатели планеты — селениты (англ. Selenites). Сердце корабля — Веканой (англ. Vecanoi), выживает, и из него вырастает Аксис (англ. Axis) — колоссальное дерево, устремляющееся прямо в космос.
600 лет спустя на ветках Аксиса развилась раса человекоподобных древожителей. Одна из них, 17-летняя девушка по имени Каена (озвучена Кирстен Данст) — предприимчивая мечтательница с сердцем бунтаря, которая пускается на исследование мира за пределами её деревни. Любознательность Каены выставляется как ересь старостой деревни, который командует своими людьми так, чтобы они были производительными и много трудились, добывая из деревьев живительный сок для богов деревни (которыми являются неведомые им селениты, живущие внизу — на планете). С каждым днём всё труднее найти сок, но запросы лжебогов не уменьшаются. Аксис засыхает, израсходованы почти все его живительные силы, а попытки жителей воззвать к богам безрезультатны. Жизнь Аксиса под угрозой.
У Каены появляются странные видения, благодаря которым она убеждает себя в том, что Аксис зовет её на помощь. Следуя вещим снам о мире с голубым небом и огромным количеством древесного сока, Каена ослушивается старосту и взбирается на верхушку Аксиса. Там она встречает древнего пришельца Опаза (озвучен Ричардом Харрисом), последнего из выживших векариан, которые потерпели крушение на планете столетия назад. Опаз использовал свою технологию, чтобы вывести расу умных червей, чтобы они служили ему. Узнав о снах Каены, Опаз просит её помощи в возвращении Веканой, которое содержит коллективную память его народа.
Однако, Веканой находится у основания Аксиса. Там, где живут селениты. Королева селенитов (озвучена Анжеликой Хьюстон) винит Веканой в разрушении их планеты и посвящает бо́льшую часть своей жизни (пожертвовав будущим своего народа) попыткам уничтожить его.

## В ролях

### Английская версия
| Актёр             | Роль               | Роль                   |
| Актёр             | рус.               | англ.                  |
| Кирстен Данст     | Каена              | Kaena                  |
| Ричард Харрис     | Опаз               | Opaz                   |
| Анжелика Хьюстон  | Королева селенитов | Queen of the Selenites |
| Кейт Дэвид        | Воксем             | Voxem                  |
| Майкл Макшэйн     | Ассад              | Assad                  |
| Грег Прупс        | Гомми              | Gommy                  |
| Том Кенни         | Зеос               | Zehos                  |
| Тара Стронг       | Исси               | Essy                   |
| Дуайт Шульц       | Ильпо              | Ilpo                   |
| Гэри Мартин       | Жрец               | The Priest             |
| Джон Димаджио     | Энод               | Enode                  |
| Сайара Дженсон    | Каму, Роя          | Kamou, Roya            |
| Уильям Аттенборо  | Самбо              | Sambo                  |
| Дженнифер Дарлинг | Рея                | Reya                   |
| Корнелл Джон      | Демок              | Demok                  |